# Sharmila Rege
Sharmila Rege (7 octobre 1964 - 13 juillet 2013) est une sociologue indienne, érudite féministe et auteure de Writing Caste, Writing Gender. Elle a dirigé le Centre d'études féminines Krantijyoti Savitribai Phule à l'Université de Pune, poste qu'elle a occupé de 1991 à sa mort. Elle a reçu le prix Malcolm Adiseshiah du Madras Institute of Development Studies pour sa contribution aux études sur le développement en 2006. 
Elle meurt d'un cancer du côlon le 13 juillet 2013.

## Travaux
Sharmila Rege était l'une des plus éminentes universitaires féministes en Inde, dont le travail d'élaboration d'une « perspective dalitiste » a été crucial pour lancer des débats féministes en Inde sur les questions de classe, de caste, de religion et de sexualité. Sa lutte pour l'amélioration de la condition des étudiants issus de la caste des Intouchables a été un témoignage de son engagement en faveur d'une réforme éducative critique en Inde. Ses préoccupations concernant la question de la femme en Inde ont grandement contribué à des méthodes nouvelles et alternatives de l'historiographie, révélant les angles morts de la société indienne concernant les Intouchables. 